# إيرينا فينير
إيرينا ألكسندروفنا فينير (الروسية: Ирина Александровна Винер ؛ من مواليد 30 يوليو 1948) ، سابقًا إيرينا أليكساندروفنا فينر-عثمانوفا (الروسية: Ирина Александровна Винер-Усманова) مدربة جمباز إيقاعي روسية أوزبكية المولد، وهي مدربة رئيسي للمنتخب الروسي، ورئيسة الاتحاد الروسي للجمباز الإيقاعي، ونائب رئيس سابق للجنة الفنية للجمباز الإيقاعي التابع للاتحاد الدولي للجمباز.
حصلت على الوسام الأولمبي تقديراً لإنجازاتها البارزة في الرياضة العالمية في عام 2015، مما جعلها أول مدربة جمباز في التاريخ تحصل على الجائزة، قام توماس باخ رئيس اللجنة الأولمبية الدولية بتسليمها شخصيًا القلادة وقدم لها الجائزة.
هي واحدة من أنجح مدربي الجمباز على الإطلاق، ومن بين تلاميذها خمسة من آخر ستة أبطال أولمبيين في حدث الشامل هم لاعبة مارغريتا مأمون (2016)، إيفغينيا كانيفا (2008 ، 2012) ولاعبة ألينا كابيفا (2004) ولاعبة يوليا بارسوكوفا (2000).

## حياتها الشخصية
وهي متزوجة من رجل الأعمال أليشر عثمانوف، وهو أغنى رجل في روسيا سابقًا ويبلغ صافي ثروته أكثر من 20 مليار دولار.